# Questa è la mia terra
Questa è la mia terra è una serie televisiva formata da due stagioni e trasmessa da Canale 5 a partire dalla primavera 2006 in prima serata. La serie è diretta da Raffaele Mertes e prodotta da Mediavivere per RTI. Tra gli attori protagonisti Roberto Farnesi, Remo Girone, Massimo Poggio e Kasia Smutniak.
Dopo il successo ottenuto con la prima stagione, è stata prodotta una seconda stagione, che è anche il seguito delle vicende antecedenti, intitolata Questa è la mia terra - Vent'anni dopo. È andata in onda la prima volta nel 2008.
È stata ideata dall'attore e scrittore Giorgio Biavati ed è ambientata negli anni '20/'30. Con Remo Girone, Roberto Farnesi, Kasia Smutniak, Domenico Fortunato, Catherine Spaak, Massimo Poggio, Glauco Onorato, Ottavia Piccolo, Patrizio Pelizzi, Francesco Pannofino, Elisabetta Pellini, Nino Castelnuovo, Cristina Moglia, Maurizio Rapotec, Bruno Governale, Franco Trevisi, Francesco Mistichelli, Simona Borioni, Lina Bernardi, Filippo Valle, Franco Trevisi, Massimo Ciavarro, Cristina Moglia, Francesco Venditti, Myriam Catania, Alessandro Borghi.

## Episodi
| Stagione         | Episodi | Prima TV |
| ---------------- | ------- | -------- |
| Prima stagione   | 8       | 2006     |
| Seconda stagione | 6       | 2008     |

## Trama

### Prima stagione
La storia si svolge nell'Agro Pontino ai tempi della bonifica. La famiglia Corradi (formata da Guido, il padre, Giulia, Fausto, Silvana, Bianca, Alberto) si trasferisce dall'Emilia-Romagna in Agro Pontino. La vita scorre felice fino a quando Giulia non incontra i due amici Andrea e Giacomo. Andrea è figlio di coloni (gli Acciari), invece Giacomo è il figlio del padrone De Santis. I due si innamorano perdutamente di Giulia, ma Giulia si innamora di Andrea e decide di sposarlo. Gli eventi non giovano a loro favore, infatti purtroppo muore prima il padre di Andrea, Mario, e poi Silvana, sorella di Giulia, dopo aver subito violenza, uccide Amedeo, lo zio di Andrea; tutti danno la colpa ad Andrea perché lo avevano visto minacciare lo zio, e Andrea viene arrestato. Giulia è triste e Giacomo si offre di aiutarla per dimostrare l'innocenza di Andrea, ma non vi riescono perché il padre di Giacomo gli rema contro.
Andrea decide dal carcere di dimenticare Giulia ma non vi riesce; la ragazza amareggiata dal comportamento di Andrea cade fra le braccia di Giacomo e decide di sposarlo. Nel frattempo impazza la guerra e Fausto, fratello di Giulia, è costretto a partire. Andrea viene a scoprire che Giulia si vuole sposare, con un colpo dell'ex fidanzata di Giacomo viene liberato ma arriva troppo tardi e Giulia si è già sposata. Dopo un po' di mesi Giacomo dice a Giulia che Andrea è morto in guerra; invece non è vero: Andrea è un disertore ed è diventato un partigiano. Successivamente Giulia dà alla luce Pietro. Intanto sua sorella Bianca si è già messa con il dottore Aiello e Silvana è finita in un brutto giro. Dopo Giulia viene a scoprire che Andrea è vivo e lo incontra. Andrea intanto ha scoperto che i De Santis vogliano impadronirsi di tutte le terre e lasciare i coloni a bocca asciutta, così riesce a mettere tutti i coloni contro i De Santis e a riprendersi le terre. Giulia si schiera anch'essa contro Giacomo e può finalmente riabbracciare Andrea. I De Santis sono costretti a scappare in America. La storia finisce con un'immagine dell'Agro Pontino.

### Seconda stagione -Vent'anni dopo
Siamo nel 1958, sempre nell'Agro Pontino. Molti dei personaggi presenti ai tempi della bonifica sono scomparsi. Il paese ha affrontato la tragedia della guerra e ne è uscito completamente diverso. I protagonisti però sono sempre loro: Andrea e Giulia sono riusciti a sposarsi, e vivono nella loro grande casa con Pietro (figlio del primo matrimonio di Giulia, ma in realtà figlio proprio di Andrea) e Ada (adottata alla fine della guerra). Giacomo, che, in seguito alla fuga, ha vissuto qualche anno in America, è tornato al suo paese d'origine apparentemente come imprenditore, ma i suoi incarichi sono molto più segreti e legati allo spionaggio internazionale. Silvana è diventata una famosa attrice di fotoromanzi e si è sposata con uno spregiudicato affarista: Leonardo Del Negro. Bianca prosegue il suo felice matrimonio con il dottor Aiello e 2 gemellini. Lavora come infermiera, ma cerca di laurearsi in medicina.
La storia inizia con Giulia che scopre la relazione extra-coniugale di Andrea con Silvana, ma in realtà la loro storia è molto vecchia: risale ai tempi in cui Andrea la salvò dalle acque, e in quell'istante fecero l'amore e Silvana dopo rimase incinta di Andrea ma diede il bambino proprio in adozione. Il bambino si chiamava Fausto e viene creduto morto, in quanto nel 1943 fu deportato insieme con la sua famiglia adottiva ebrea ad Auschwitz, ma non è così perché nel Capodanno del 1958 che portava al 1959 si vede un ragazzo di nome Davide baciare Ada, ma in realtà è il figlio di Silvana e Andrea, ma tutto ciò si scoprirà in seguito. Nello stesso Capodanno anche Pietro, andato a Roma per fare compagnia ad Ada, bacia Lucia, la maestra dell'istituto di Giulia, da sempre innamorata di lui. Intanto, Giacomo seduce nuovamente Giulia e vi riesce visto che nella notte di Capodanno fanno l'amore, ma in realtà Giacomo ha bisogno di lei per le sue indagini ed è l'unica di cui può fidarsi: Giulia lo scoprirà in seguito e lo aiuterà.

## Cast
| Attore                    | Personaggio        | Note                                                              |
| ------------------------- | ------------------ | ----------------------------------------------------------------- |
| Kasia Smutniak            | Giulia Corradi     |                                                                   |
| Roberto Farnesi           | Andrea Acciari     |                                                                   |
| Massimo Poggio            | Giacomo De Santis  |                                                                   |
| Remo Girone               | Umberto De Santis  | Scappato in America durante la guerra                             |
| Nino Castelnuovo          | Guido Corradi      | Morto per cause naturali (off-screen)                             |
| Catherine Spaak           | Emma De Santis     | Scappata in America durante la guerra                             |
| Ottavia Piccolo           | Anna Petrucci      | Morta per cause naturali (off-screen)                             |
| Massimo Ciavarro          | Giuseppe Aiello    |                                                                   |
| Cristina Moglia           | Bianca Corradi     |                                                                   |
| Francesco Venditti        | Fausto Corradi     | Caduto in guerra                                                  |
| Myriam Catania            | Silvana Corradi    |                                                                   |
| Lorenzo De Angelis        | Alberto Corradi    | Ucciso durante la battaglia tra partigiani e nazisti (off-screen) |
| Francesco Pannofino       | Amedeo Petrucci    | Ucciso per mano di Silvana                                        |
| Magdalena Grochowska      | Helena Trevor Luce |                                                                   |
| Glauco Onorato            | Dino Petrucci      | Morto per cause naturali (off-screen)                             |
| Franco Trevisi            | Conte Rispo        |                                                                   |
| Elisabetta Pellini        | Marta Rispo        |                                                                   |
| Giorgio Colangeli         | Mario Acciari      | Ucciso per mano di Amedeo                                         |
| Sandro Giordano           | Sandro             |                                                                   |
| Domenico Fortunato        | Sergio             | Ucciso per mano del partigiano Leone                              |
| Armando De Razza          | Cianfanna          |                                                                   |
| Lina Bernardi             | Maria              |                                                                   |
| Simona Borioni            | Ines               |                                                                   |
| Francesco Mistichelli     | Giovanni Acciari   | Ucciso durante la battaglia tra partigiani e nazisti (off-screen) |
| Ciro Capano               | Ettore             |                                                                   |
| Lorenzo Federici          | Alunno Scuola      |                                                                   |
| Patrizio Pelizzi          | Partigiano Leone   |                                                                   |
| Maurizio Rapotec          | ufficiale tedesco  |                                                                   |
| Filippo Valle             | contadino Antonio  |                                                                   |
| Laura Glavan              | Ada Acciari        |                                                                   |
| Pamela Saino              | Lucia              |                                                                   |
| Emanuele Bosi             | Pietro Acciari     |                                                                   |
| Francesco Rossi Salvemini | Davide             |                                                                   |
| Lorenzo Ciompi            | Leonardo Del Negro |                                                                   |
| Riccardo Francia          | Alfredo            |                                                                   |